# 黄一兵
黄一兵（1968年11月—），男，汉族，安徽怀宁人，毕业于中国人民大学，中华人民共和国政治人物，中共十九大、二十大代表。

## 生平
1988年9月至1990年7月在安徽师范大学政治经济学系经济管理专业学习。曾任中共中央党史和文献研究院第一研究部主任，2021年5月任中共中央党史和文献研究院副院长。

## 学术贡献
主要从事马克思主义中国化理论和实践、改革开放史研究工作，参与编写《习近平新时代中国特色社会主义思想三十讲》、《习近平新时代中国特色社会主义思想学习纲要》、《习近平新时代中国特色社会主义思想学习问答》、《中国共产党历史》、《中国共产党的九十年》、《中国共产党简史》等著作。

## 荣誉
入选全国宣传文化系统“四个一批”人才，国家“万人计划”哲学社会科学领军人才等人才计划，享受国务院政府特殊津贴。